# Claudia Zwiers
Claudia Zwiers, född den 23 november 1973 i Haarlem, Nederländerna, är en nederländsk judoutövare.
Hon tog OS-brons i damernas mellanvikt i samband med de olympiska judotävlingarna 1996 i Atlanta.